# Зірка Єгипту (алмаз)
Зі́рка Єги́пту — великий алмаз спочатку важив 250 каратів.
Білий кристал овальної форми був виявлений у Бразилії в середині XIX століття (точніше місце його знахідки невідомо). Приблизно у 80 роках XIX століття камінь купив хедив Єгипту. Після ограновування його маса зменшилася до 106,75 карата. Форма ограновування діаманта — смарагдова. Досконала форма і мертвотно-білий колір каменю створюють неймовірно живу гру.
Камінь став відомий в Європі після появи на лондонському ринку в 1939 р. Слід зазначити, що на території як сучасного, так і Стародавнього Єгипту, родовищ алмазів не існує.
Нині місцезнаходження діаманта невідоме.